# 久那土站
久那土站（日语：／ Kunado eki */?）是位於山梨縣南巨摩郡身延町，屬於東海旅客鐵道（JR東海）的身延線車站。

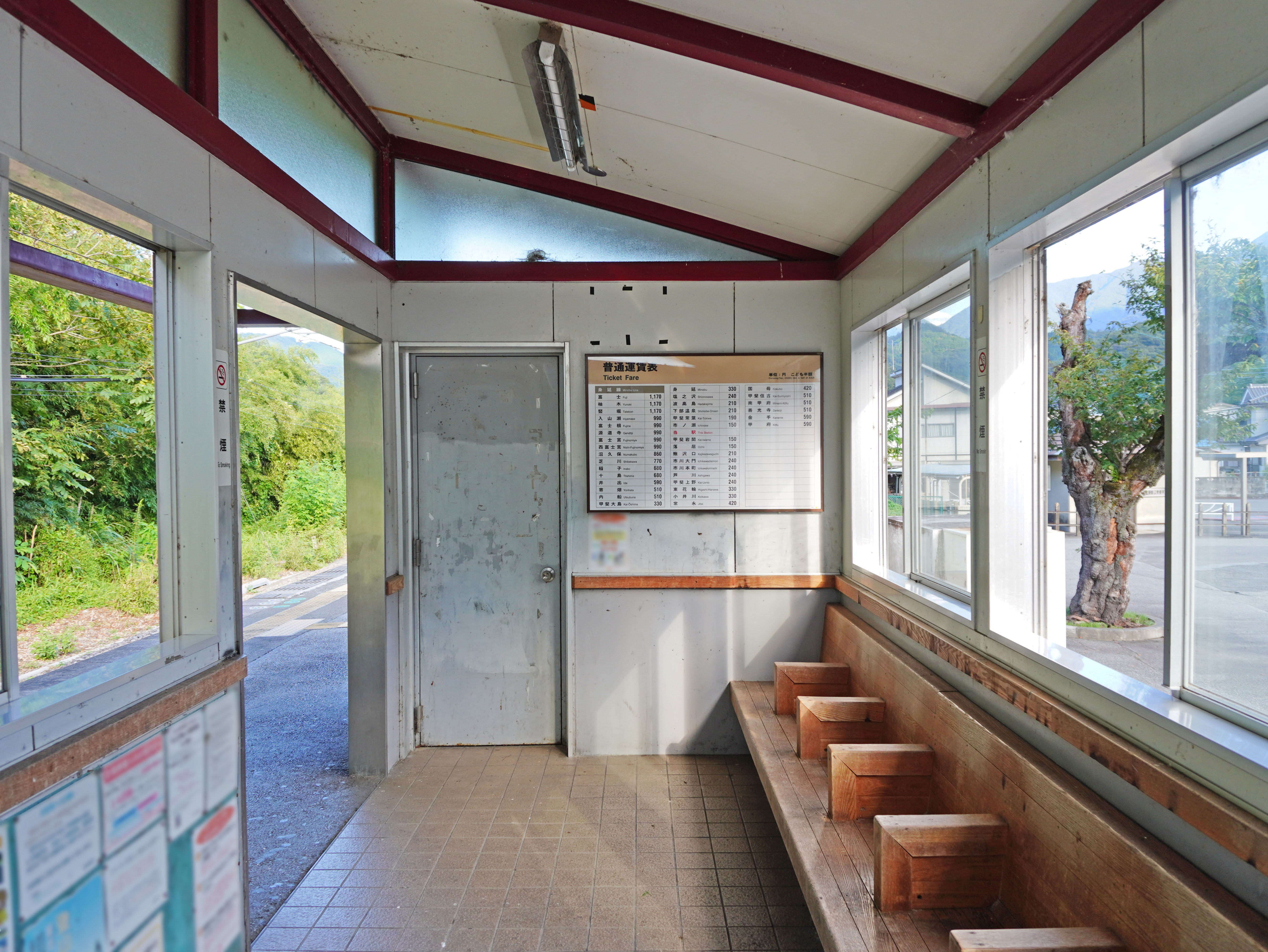
候車室内(2022年9月)

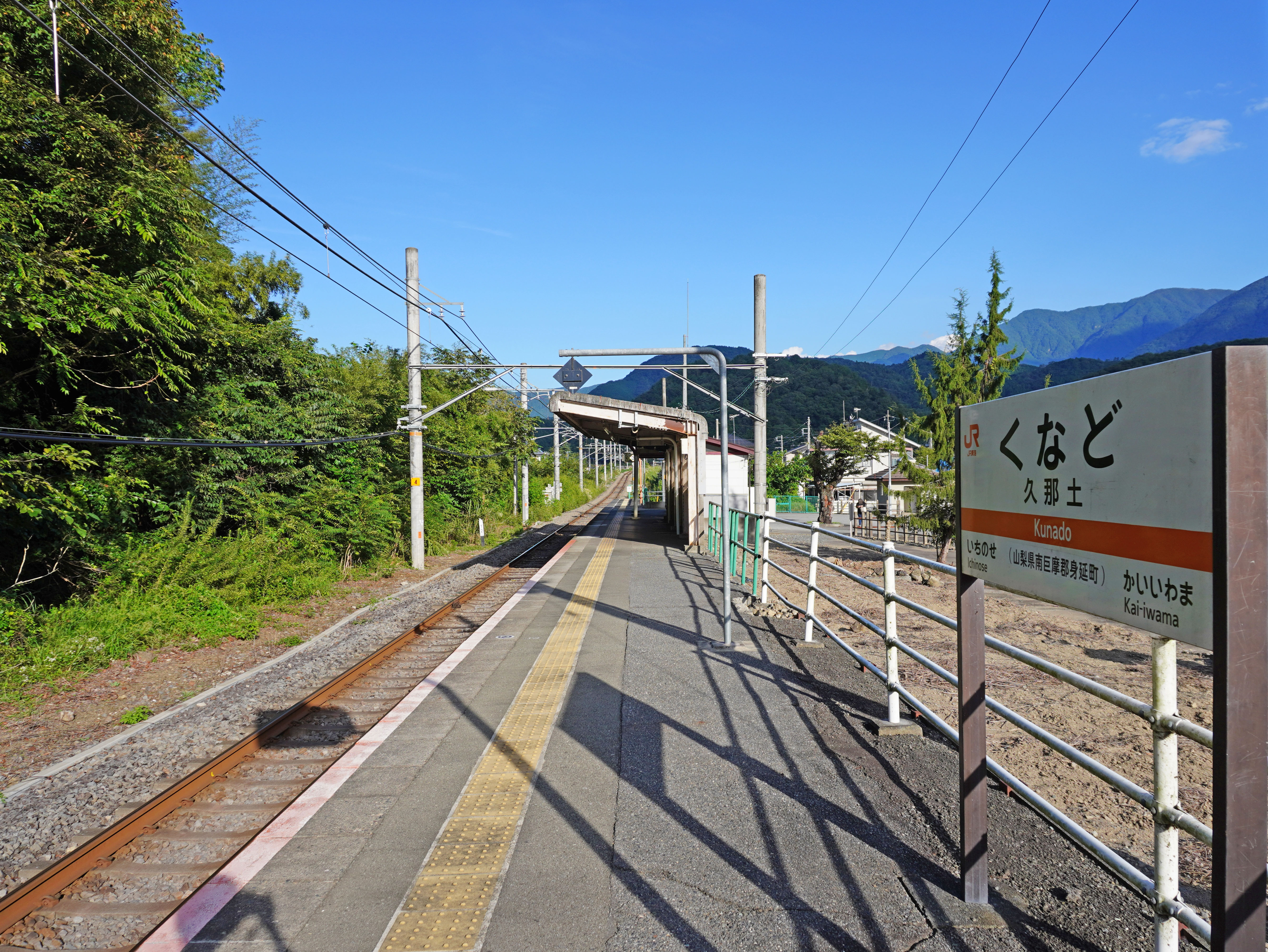
月台(2022年9月)

## 歷史
- 1927年（昭和2年）12月17日：富士身延鐵道身延至市川大門之間開通，此站啟用[1]。為旅客和貨物車站。
- 1938年（昭和13年）10月1日：富士身延鐵道借給鐵道省使用，成為身延線[1]。
- 1941年（昭和16年）5月1日：富士身延鐵道正式國有化[1]。
- 1972年（昭和47年）9月20日：結束貨物起業務。成為業務委託車站[2]
- 1987年（昭和62年）4月1日：伴隨國鐵分割民營化，車站由東海旅客鐵道（JR東海）營運[1]。同時成為無人車站。

## 車站構造
本站是地面車站，設有1面1線的單式月台，月台位於路軌南邊。此站在啟用時設置的木造站房已撤走,並於1999年（平成11年）3月在靠近市之瀨一方的月台上加設候車室。候車室內設有椅子和業務用倉庫。月台上設有上蓋，車站出入口直接連接（樓梯和斜道）月台。
本站由身延站負責管理，在啟用當初設有車站職員當值。在昭和40年代，本站變為業務委託車站，並委托日本交通觀光負責車站業務，隨後則變為無人車站。此站無法購買車票

## 使用狀況
| 乘車人次變化 | 乘車人次變化     | 乘車人次變化 |
| 年度         | 1日平均 乘車人次 |              |
| ------------ | ---------------- | ------------ |
| 1950年       | 847              |              |
| 1980年       | 929              |              |
| 2005年       | 323              |              |
| 2006年       | 299              |              |
| 2007年       | 296              |              |
| 2008年       | 294              |              |
| 2009年       | 289              |              |
| 2010年       | 272              |              |
| 2011年       | 243              |              |
| 2012年       | 235              |              |
| 2013年       | 241              |              |
| 2014年       | 235              |              |
| 2015年       | 207              |              |
| 2016年       | 186              |              |
| 2017年       | 176              |              |

- 1950年的乘車人次為309,018人，即是一日平均乘車人次為847人。
- 1980年的乘車人次為339,938人，即是一日平均乘車人次為929人。
- 2005年的乘車人次為117,719人，即是一日平均乘車人次為323人。
- 2006年的乘車人次為109,165人，即是一日平均乘車人次為299人。
- 2007年的乘車人次為108,416人，即是一日平均乘車人次為296人。
- 2008年的乘車人次為107,380人，即是一日平均乘車人次為294人。
- 2009年的乘車人次為105,625人，即是一日平均乘車人次為289人。
- 2010年的乘車人次為99,221人，即是一日平均乘車人次為272人。
- 2011年的乘車人次為88,758人，即是一日平均乘車人次為243人。

## 車站周邊
車站位於前西八代郡久那土村西邊。車站北邊是久那土的中心。車站鄰近市川三鄉町和身延町的邊界。在車站東北方設有蛾岳（高度1280米），在車站南方設有三澤川。
站前設有大型廣場和公廁。在離開站前廣場設有山梨縣道9號市川三鄉身延線。沿縣道向東的300米上設有商店。在1927年（昭和2年）車站啟用時，周邊各地區許多商店均遷移至此站附近。在站前，由北川景子主演的電影「櫻桃派」在這裡取景。
沿縣道向東前進500米便到達大草村落。大草是久那土的行政中心，在該處設有身延町立久那土小學、身延町立久那土中學和身延町公所久那土出張所等。久那土出張所是前·久那土村公所。
久那土村後來在1956年（昭和31年）與古關村、下部町、共和村合併成為西八代郡下部町的一部分。而下部町在2004年（平成16年）與中富町和身延町合併，成為南巨摩郡身延町的一部分，因此比站也是位於身延町內。
在車站東邊200米處，於三澤川對面設有山梨縣立峽南高等學校。此站早上和黃昏設有高校生使用此站上學和放學。在1983年（昭和58年）3月，那校棒球部出戰選拔高等學校棒球大會時，當時的國鐵急行富士川靜岡方向列車臨時停站，當地居民在月台上為球員打氣，歡迎他們前往甲子園。

## 巴士路線
| 乘車處   | 乘車處 | 系統               | 主要途經                                                   | 目的地     | 巴士公司     | 備註                 |
| -------- | ------ | ------------------ | ---------------------------------------------------------- | ---------- | ------------ | -------------------- |
| 久那土站 |        | 古關、甲斐岩間線   | 舊久那土中學                                               | 古關       | 身延町營巴士 | 星期日及假日暫停服務 |
| 久那土站 |        | 古關、甲斐岩間線   |                                                            | 甲斐岩間站 | 身延町營巴士 | 星期日及假日暫停服務 |
| 久那土站 |        | 古關循環線（左回） | 甲斐岩間站、公所前、飯富、波高島站、下部溫泉站、甲斐常葉站 | 古關       | 身延町營巴士 | 星期日及假日暫停服務 |
| 久那土站 |        | 古關循環線（右回） | 舊久那土中學、久那土出張所、瀨戶觀音                       | 古關       | 身延町營巴士 | 星期日及假日暫停服務 |

## 相鄰車站
東海旅客鐵道（JR東海）
 身延線
市之瀨－久那土－甲斐岩間

## 注腳
1. 1 2 3 4 5  曾根悟（日语：曽根悟）（監修）. 朝日新聞出版分冊百科編集部（編集） , 编. . 週刊 歴史でめぐる鉄道全路線 国鉄・JR (朝日新聞出版). 2009-07-26, (3): 22–23 （日语）.
2. ↑  『下部町誌』1981年，1418頁

## 外部連結
- 國土地理院地圖參閲服務 （页面存档备份，存于） - 久那土站周邊的1/25000地形圖 （页面存档备份，存于）（日語）